# Sony Xperia Z3 Compact
Das Sony Xperia Z3 Compact wurde zusammen mit dem Xperia Z3 auf der IFA im September 2014 in Berlin vorgestellt. Analog zum Z1 Compact verwendet das kleinere Gerät fast die gleiche Hardware wie das größere, nur mit einem kleineren Bildschirm und dementsprechend auch einem kleineren Gehäuse. Das Z3 Compact hat einen 4,6-Zoll großen Bildschirm, der mit 1280 × 720 Pixeln auflöst. Der verwendete Snapdragon-801-SoC ist der gleiche wie im Z3. Obwohl der Bildschirm im Vergleich zum Z1 Compact etwas größer ist, ist das Z3 Compact genauso hoch und breit und sogar etwas dünner und leichter.
Das Xperia Z3 Compact wurde mit der Android-Version 4.4.4 KitKat mit Sony UI ausgeliefert. Seit April 2015 ist ein Update auf Android 5.0.2 Lollipop erhältlich, auf welches im Juli 2015 ein weiteres Update auf die Version 5.1.1 folgte, welche ebenfalls den Namen Lollipop trägt. Am 9. April 2016 begann Sony damit, die Android 6.0.1 Marshmallow-Aktualisierung auszuteilen.

## Display
Das Sony Xperia Z3 Compact besitzt ein 4,6 Zoll (12 cm) großes Triluminos-LC-Display mit einer Auflösung von 720 × 1280 Pixeln (ca. 319 ppi Pixeldichte) und einem Farbraum von 16 Millionen Farben. Der integrierte X-Reality for mobile Bildprozessor unterstützt dabei den Grafikprozessor Adreno 330.

Der Touchscreen unterstützt zudem Multi-Touch-Gesten mit bis zu zehn Fingern.

## Kamera
Mit dem 1/2.3 inch Exmor RS for mobile erlaubt die Kamera eine HDR-Videoaufnahme. Zudem bietet die 20,7-MP-Hauptkamera – neben der 2,2-MP-Frontkamera – weitere Leistungsmerkmale wie ein Blitzlicht mit pulsierender LED, Autofokus, Fokussieren und Aufnahme durch Tippen, Geotagging, einen Bildstabilisator, Rote-Augen-Reduzierung, Selbstauslöser und eine Gesichts- und Lächelerkennung. Zur Verbesserung der Fotoqualität wurde der Bildsensor um eine Sony-G-Lens-Optik mit einer Blende F 2.0 und einem leistungsfähigen BIONZ-Bildprozessor ergänzt, wie ihn z. B. auch einige Sony-Alpha- und NEX-Modelle besitzen.

## Design

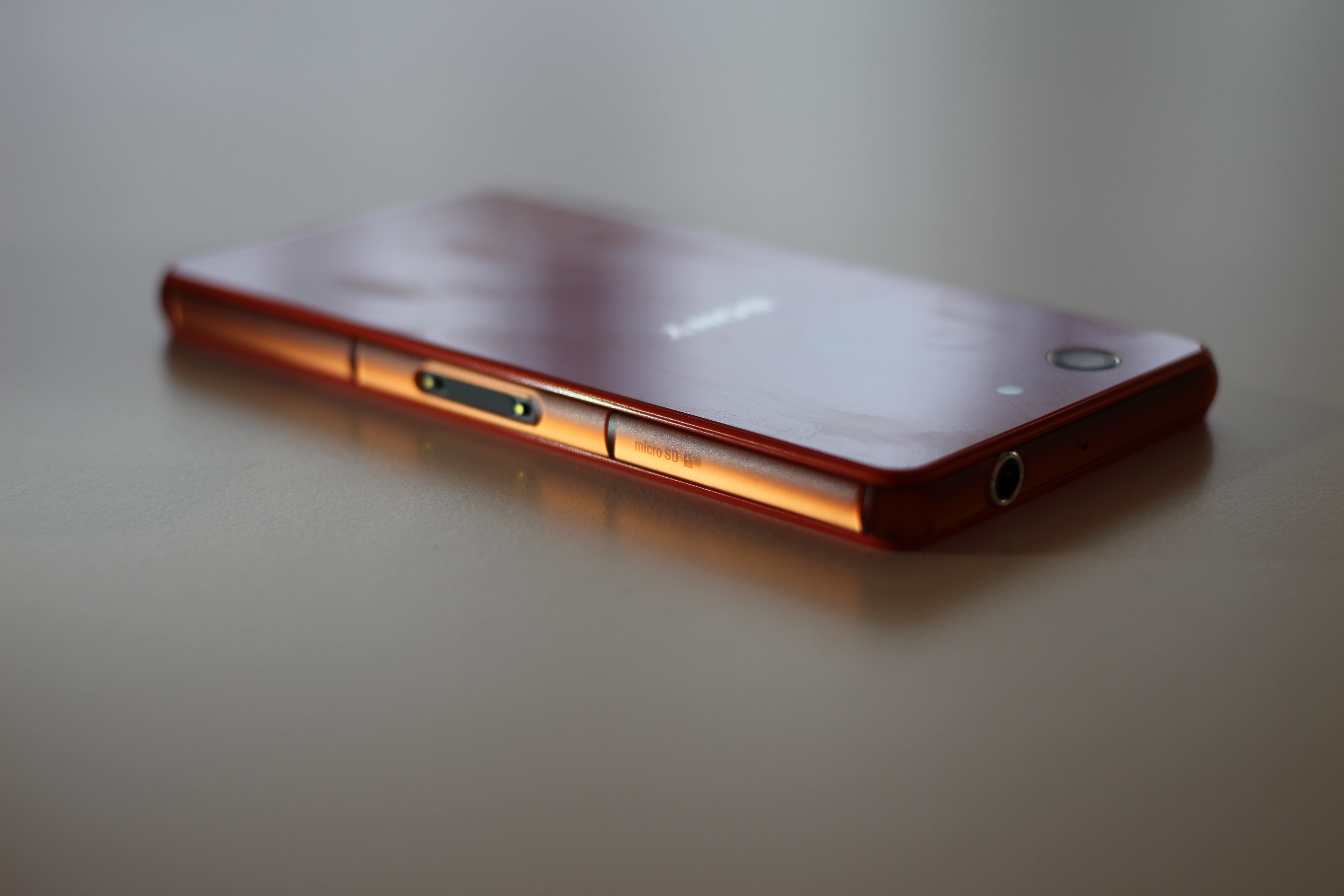

Das Aussehen des Xperia Z3 Compact wurde nach dem OmniBalance-Konzept entwickelt, wobei die Vorder- und Hinterseite mit Glas beschichtet sind und in diesem Fall von einem halbtransparenten, komplett abgerundeten Plastikrahmen in der Mitte unterstützt werden. Die Ecken sind aus Nylon, um so besser vor Sturzfolgen zu schützen. Mit 8,6 mm Dicke ist das Xperia Z3 Compact dünner als das Xperia Z1 Compact. Die Farbvarianten Schwarz und Weiß sind gleich geblieben, die Farben Gelb und Pink wurden jedoch durch Mint und Rot, als Anlehnung an die Farben Mint und Kupfer des Xperia Z3, ersetzt. Außerdem bietet das weiße Xperia Z3 Compact nun auch eine weiße Frontpartie anstatt einer schwarzen wie noch beim Xperia Z1 Compact.
Das Smartphone wurde 2015 für sein Design mit einem Red Dot Design Award ausgezeichnet.

„In seiner Ausführung aus gehärtetem Mineralglas an Vorder- wie Rückseite begeistert das Xperia Z3 Compact sowohl in Hinblick auf Langlebigkeit wie auch ästhetische Gestaltung.“

## Festigkeit
Das Gehäuse des Xperia Z3 Compact ist wasser- und staubdicht nach dem IP68-Standard. Das bedeutet, dass Staub in jeglicher Form und ein 30-minütiges Versinken in 1,5 m tiefem Wasser keine Schäden hervorruft. Der Vorgänger Xperia Z1 Compact war nur nach IP58 zertifiziert, was einen geringeren Schutz gegen Staub bedeutet.

## Bewertung und Kritik
In Expertentests wie z. B. der Zeitschrift Connect werden insbesondere die bessere Ausdauer und Design gelobt, aber die Tatsache, dass der Akku fest verbaut ist, kritisiert.